# Erhard Frommhold (Kunstwissenschaftler)
Erhard Frommhold (*  20. Mai 1928 in Altenburg; † 17. Oktober 2007 in Dresden) war einer der wichtigsten Kunstwissenschaftler und innovativsten Publizisten der Deutschen Demokratischen Republik.

## Leben und Wirken
Frommhold wuchs in einem antifaschistischen Elternhaus auf und lernte zunächst Bauklempner, bevor er Ende der 1940er Jahre in Jena Soziologie, Kunst- und Literaturgeschichte studierte. 1951 kam er zum Verlag der Kunst in Dresden. Von 1952 bis 1991 war er dort zunächst als Lektor, dann als Cheflektor tätig und schrieb daneben auch Monographien u. a. über Otto Nagel, Hans und Lea Grundig, Lasar Segall und Klaus Wittkugel. Eine besondere Leistung Frommholds ist die Begründung der Fundus-Reihe im Verlag der Kunst, eine internationale Sammlung marxistischer Texte zur Ästhetik, Kunstwissenschaft und Kulturgeschichte, die nicht der offiziellen Parteilinie folgte und sich etablieren konnte. Frommhold verstarb 2007 in Dresden und wurde anonym in der Urnengemeinschaftsalange des Urnenhains Tolkewitz beigesetzt.